# 찰스 촌시 (1705년)

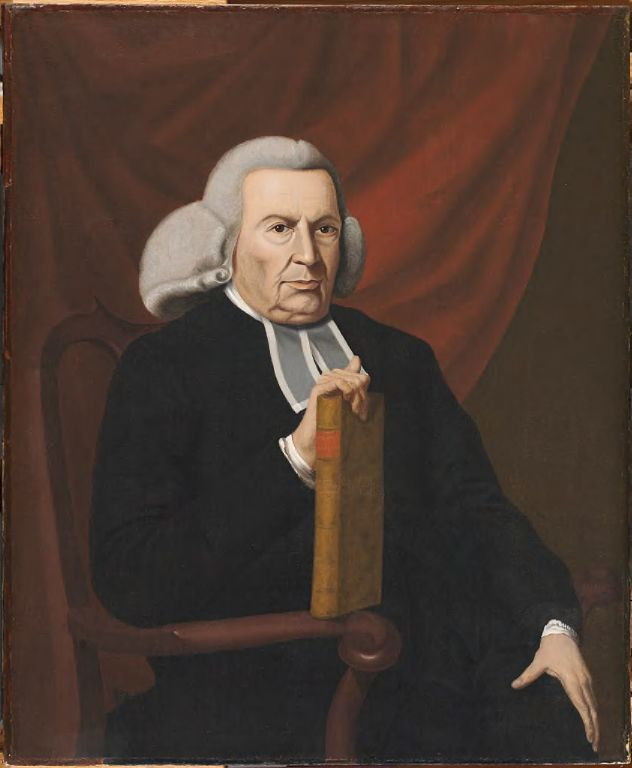
찰스 촌시

찰스 촌시(영어: Charles Chauncy: 1705-1787)는 회중교회 목회자로 보스톤의 제일 교회에서 60년간 목회하였다. 그는 조나단 에드워즈를 비판했던 자 중에 한 사람으로 대각성운동에 대해 반대입장을 폈다. 이성의 중요성을 강조하여 에드워즈를 감정에 지나치게 의존한다고 비판하였다. 길버트 테넌트에 대해서도 '휫필드의 어설픈 흉내쟁이며 종종 여러분이 쉽게 상상할 수 있는 것보다 더 신랄하고 무자비한 정신으로 내뱉는 시시한 소리로 청중을 쫓아 버리는 사람'으로 묘사하였다. 뉴잉글랜드 교회의 분파에서 옛빛파(Old Light)에 속하였다.

## 신학
촌시는 체험보다 이성만을 강조하다 보니, 뉴잉글랜드에 창궐했던 아르미니우스주의의 침범에 매몰되어 결국에는 지옥의 영원한 형벌을 부인하는 지경에 이르렀다. 1784년에 그의 책 '모든 이를 위한 구원'이란 책에서 그는 이신론을 비판했으며, 결론은 성경으로부터 유추했지만, 지옥의 실제 존재를 부인하고, 오직 지옥은 이론에 불과하다라고 설명했다. 그래서 만인이 결국에는 모두 구원을 얻을 것이다라는 유니버설리즘을 주장했다.